# Oberanven
Oberanven (en luxemburguès: Ueweraanwen) és un poble de la comuna de Niederanven del districte de Luxemburg al cantó de Luxemburg. Està a uns 9,3 km de distància de la Ciutat de Luxemburg.